# جامعة مدينة يوكوهاما
جامعة مدينة يوكوهاما (YCU) (باليابانية: 横浜市立大学 Yokohama Shiritsu Daigaku) هي جامعة عامة تقع في مدينة يوكوهاما في اليابان. تملك الجماعة كليتين يدرس فيها 4850 طالب 111 منهم أجانب.